# 小鶴新田駅

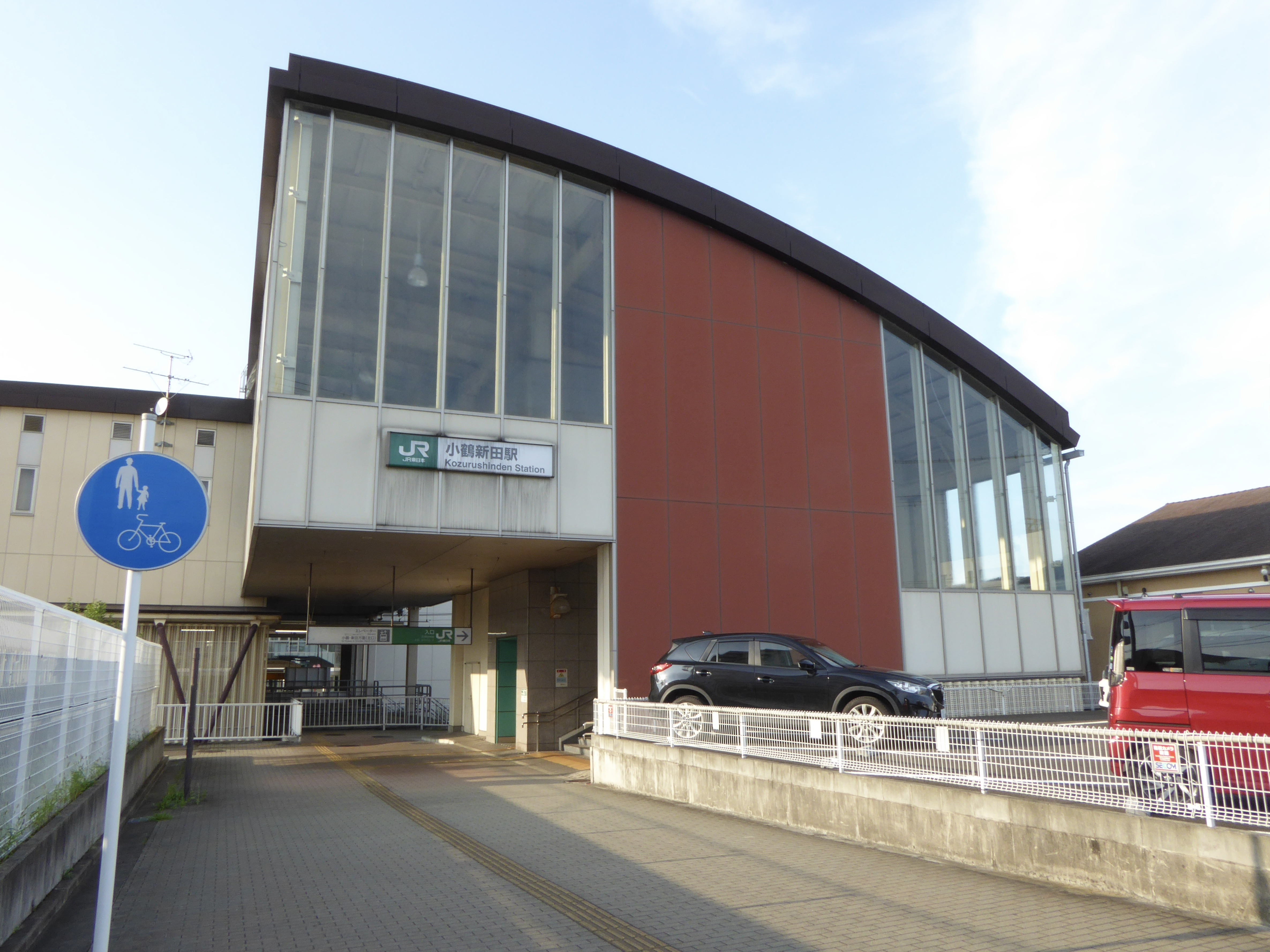
南口（2022年8月）

小鶴新田駅（こづるしんでんえき）は、宮城県仙台市宮城野区新田東3丁目にある、東日本旅客鉄道（JR東日本）仙石線の駅。

## 歴史
- 2003年（平成15年）2月17日：着工[3]。
- 2004年（平成16年）3月13日：開業[2]。
- 2005年（平成17年）3月：発車ベルを導入。
- 2011年（平成23年）
  - 3月11日：東日本大震災により営業休止。
  - 4月：あおば通 - 当駅で営業再開。
- 2022年（令和4年）
  - 1月31日：みどりの窓口の営業を終了[4]。
  - 2月1日：指定席券売機を導入[4]。
- 2024年（令和6年）10月1日：えきねっとQチケのサービスを開始[1][5]。

## 駅構造
相対式ホーム2面2線を有する地上駅で、鉄骨造2階建ての橋上駅舎と自由通路を有している。
仙台統括センター管理で、JR東日本東北総合サービスが受託する業務委託駅である。ただし、インターホンが設置されており、早朝および深夜の一部時間帯は遠隔対応のため改札係員は不在となる。
自動券売機、多機能券売機、指定席券売機、自動改札機、自動精算機があり、いずれもSuicaに対応している。自動改札機はえきねっとQチケにも対応している。なお、有人改札はカウンター化されている。このほか、改札内にキオスクがある。
JRの特定都区市内制度における「仙台市内」の駅である。

### のりば
| 番線 | 路線    | 方向 | 行先               |
| ---- | ------- | ---- | ------------------ |
| 1    | ■仙石線 | 下り | 多賀城・石巻方面   |
| 2    | ■仙石線 | 上り | 仙台・あおば通方面 |

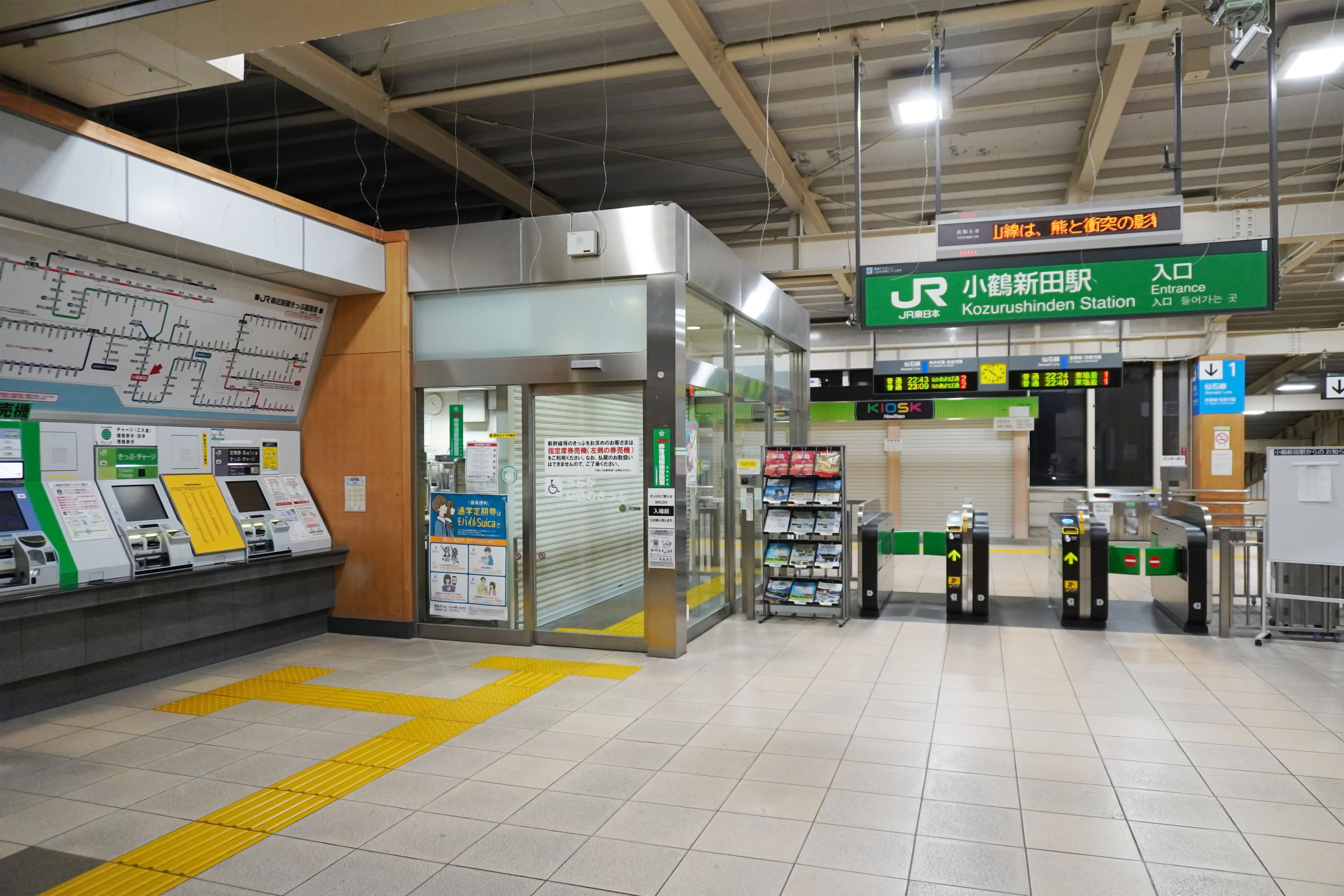
改札口（2023年8月）
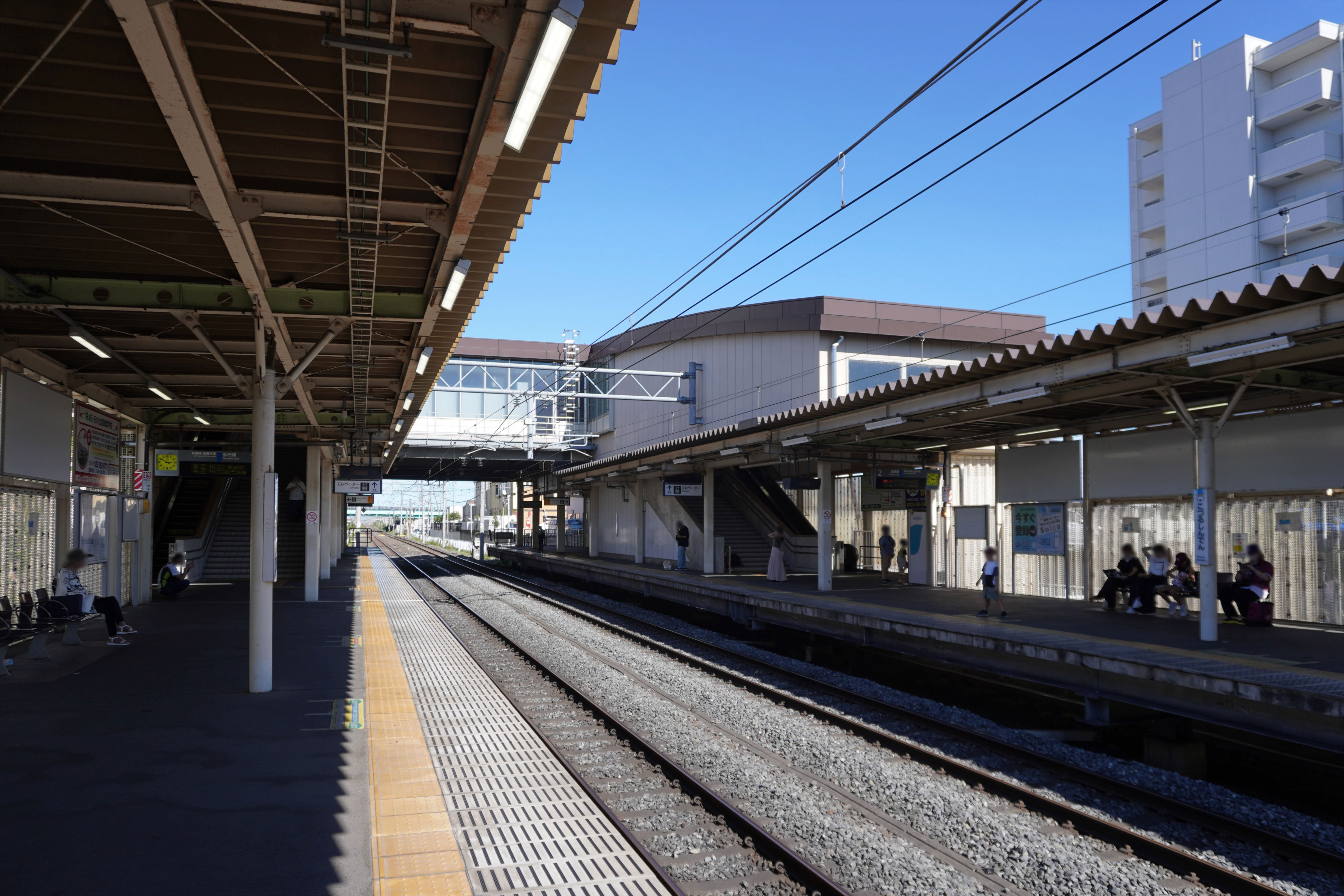
ホーム（2023年8月）

## 利用状況
JR東日本によると、2023年度（令和5年度）の1日平均乗車人員は6,128人である。
開業後の推移は以下のとおりである。
| 1日平均乗車人員推移 | 1日平均乗車人員推移 | 1日平均乗車人員推移 | 1日平均乗車人員推移 | 1日平均乗車人員推移 |
| 年度                | 定期外              | 定期                | 合計                | 出典                |
| ------------------- | ------------------- | ------------------- | ------------------- | ------------------- |
| 2003年（平成15年）  |                     |                     | 1,105               | [ J 2 ]             |
| 2004年（平成16年）  | 626                 | 939                 | 1,565               | [ J 3 ] [ 市 1 ]    |
| 2005年（平成17年）  | 1,040               | 2,388               | 3,429               | [ J 4 ] [ 市 1 ]    |
| 2006年（平成18年）  | 1,183               | 2,863               | 4,046               | [ J 5 ] [ 市 1 ]    |
| 2007年（平成19年）  | 1,402               | 3,296               | 4,698               | [ J 6 ] [ 市 2 ]    |
| 2008年（平成20年）  |                     |                     | 5,279               | [ J 7 ] [ 市 3 ]    |
| 2009年（平成21年）  |                     |                     | 5,367               | [ J 8 ] [ 市 3 ]    |
| 2010年（平成22年）  |                     |                     | 5,310               | [ J 9 ] [ 市 3 ]    |
| 2011年（平成23年）  | 非公表              | 非公表              | 非公表              | [ 市 3 ]            |
| 2012年（平成24年）  | 1,586               | 3,794               | 5,380               | [ J 10 ] [ 市 3 ]   |
| 2013年（平成25年）  | 1,634               | 4,009               | 5,643               | [ J 11 ] [ 市 4 ]   |
| 2014年（平成26年）  | 1,641               | 4,130               | 5,772               | [ J 12 ] [ 市 4 ]   |
| 2015年（平成27年）  | 1,689               | 4,308               | 5,998               | [ J 13 ] [ 市 4 ]   |
| 2016年（平成28年）  | 1,735               | 4,408               | 6,144               | [ J 14 ] [ 市 4 ]   |
| 2017年（平成29年）  | 1,748               | 4,493               | 6,242               | [ J 15 ] [ 市 4 ]   |
| 2018年（平成30年）  | 1,746               | 4,540               | 6,286               | [ J 16 ] [ 市 5 ]   |
| 2019年（令和元年）  | 1,664               | 4,564               | 6,229               | [ J 17 ] [ 市 5 ]   |
| 2020年（令和02年）  | 1,073               | 3,904               | 4,977               | [ J 18 ] [ 市 5 ]   |
| 2021年（令和03年）  | 1,234               | 3,900               | 5,134               | [ J 19 ] [ 市 5 ]   |
| 2022年（令和04年）  | 1,428               | 4,238               | 5,666               | [ J 20 ]            |
| 2023年（令和05年）  | 1,559               | 4,569               | 6,128               | [ J 1 ]             |

1日平均乗車人員（単位：人/日）

## 駅周辺
駅は梅田川の北側にあり、周辺には住宅地が広がる。もともとこの地域は広大な水田地帯であり、1990年代半ばごろより土地区画整理事業が行われ、2003年（平成15年）ごろより住宅やアパート、マンションが建設されるようになった。以前の当地は小鶴といったが、土地区画整理事業に併せて事業の対象となった土地が新田東と改称された。仙石線の仙台寄り約800メートルの地点には、旧宮城電気鉄道時代に「新田駅（しんでんえき）」が設置されたが、1943年（昭和18年）に廃止されている。
小鶴という地名は古く、平安時代の三十六歌仙の一人である源重之の歌に見られ、戦国時代には小鶴城という平城があった。また、新田の地名は、仙台藩二代藩主伊達忠宗によって当地が開拓され、新田町と称された事に由来するものであるという。開業前の駅名（仮称）は土地区画整理事業の名称から「新田東駅」であったが、これらの地名を合わせて「小鶴新田駅」が正式の駅名となった。
- 梅田川の北側
  - マツモトキヨシ 新田東二丁目店
  - 東北学院中学校・高等学校
  - 仙台市立新田小学校
  - 仙台市新田東総合運動場（元気フィールド仙台）
    - 仙台市民球場
    - 仙台市宮城野体育館

  - ヨークタウン新田東
  - ツルハドラッグ新田東店
  - 小鶴城址
  - 仙台新田郵便局
- 梅田川の南側
  - 仙台銀行苦竹支店
  - ミヤギテレビ本社
  - 苦竹インターチェンジ - 国道4号・国道45号

## バス路線
「小鶴新田駅」停留所にて、仙台市営バスが運行する路線バスが発着する。
1番のりば
- 75：荒井駅
- 78：陸前高砂駅

2番のりば
- J230・J233：交通局東北大学病院前
- X75・X230・X233：東仙台営業所

## 隣の駅
東日本旅客鉄道（JR東日本）
■仙石線
苦竹駅 - 小鶴新田駅 - （宮城野信号場） - 福田町駅

### 記事本文